# Antoni Clavé
Antoni Clavé i Sanmartí (Barcelona, España, 5 de abril de 1913 - Saint-Tropez, Francia, 30 de agosto de 2005) fue un pintor, grabador y escultor español. 

## Biografía
En 1930 ingresó en la Escuela de Arte de Barcelona en la que permaneció durante dos años. Tras acabar los estudios, inició su labor de cartelista y obtuvo un gran éxito en el mundo del cine. También colaboró en la revista "Pocholo" (Vives, 1931).
Al finalizar la Guerra civil española se exilió a Francia, realizando su primera exposición en Perpiñán en 1939. Más tarde se trasladó a París, ciudad en la que residió hasta 1956, año en que se trasladó hasta Saint-Tropez. En París inició su carrera como ilustrador y decorador de teatro. Sus primeras obras pictóricas estuvieron influenciadas por autores como Édouard Vuillard y, sobre todo, Pierre Bonnard.
Al residir en la capital francesa, la obra de Clavé se inscribe a menudo en la Escuela de París junto con la de otros artistas como Pablo Picasso, Juan Gris, Joan Miró o Antonio Saura. En 1944 conoció personalmente a Picasso, iniciándose una amistad que duró hasta la muerte del pintor malagueño. A partir de esa fecha, Clavé empezó a desarrollar una obra con una plástica distinta y menos clásica.
En la década de 1950 empezó una intensa labor en el mundo del ballet y del teatro, utilizando maniquís y alcanzando fama en el mundo de la escenografía internacional. Al mismo tiempo inició un trabajo de ilustraciones de la obra Gargantúa y Pantagruel que le llevó a familiarizarse con una iconografía medieval que fue desarrollando en sus series sobre guerreros, reyes, reinas y caballeros. Inicialmente, estos personajes estaban representados con un cierto realismo, pero a medida que pasó el tiempo ganaron en abstracción dentro de la evolución de la obra pictórica de Clavé. Las figuras fueron perdiendo precisión y forma, dando paso al trazo y a una personal gama de colores y texturas como protagonistas principales de sus obras.

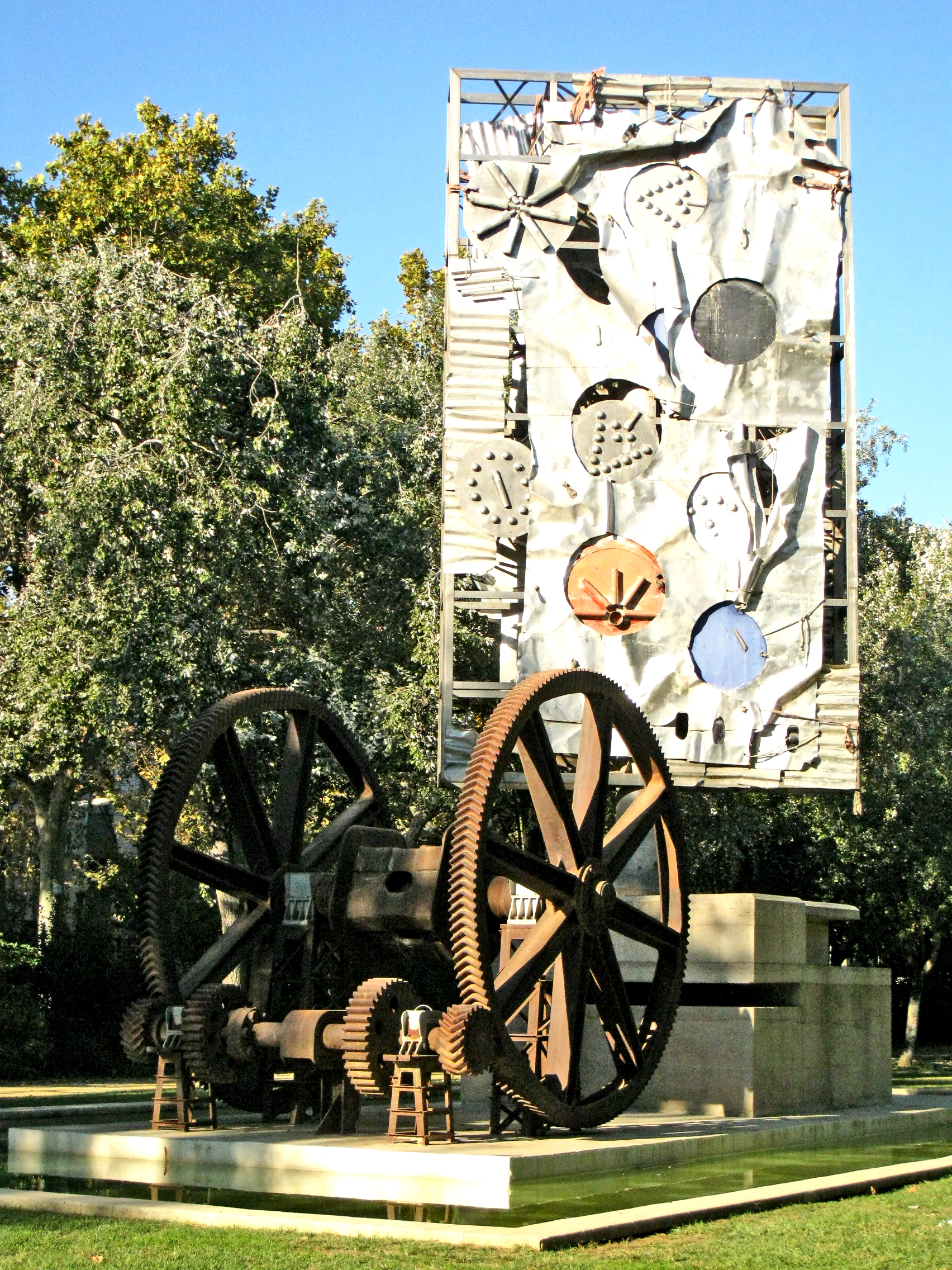
Monumento al Centenario de la Exposición, Parque de la Ciudadela.

En 1952 participó en la película Hans Christian Andersen (El fabuloso Andersen) del director Charles Vidor, siendo
el responsable de los decorados (junto a Richard Day y Howard Bristol) y del vestuario (junto con Mary Willis y Barbara Karinska), trabajo por el que fue candidato al Premio Óscar. En 1954 abandonó la decoración para dedicarse a la pintura.
En la década de 1960 realizó un homenaje a El Greco. En esta época sus obras reflejan las influencias recibidas de los clásicos y de los autores barrocos. Toma especial relevancia la temática del caballero de la mano en el pecho, referente que se repetirá en las obras futuras de Clavé. Este periodo se caracteriza por el paso definitivo a la abstracción.
En los años 70 continúa la evolución de la obra de Clavé que utiliza técnicas diversas como el collage, inventándose nuevas técnicas como el papier froissé, fruto de una casualidad técnica en el uso del aerosol sobre papeles arrugados. En 1978, el Museo Nacional de Arte Moderno de París, actual Centro Georges Pompidou, le dedicó la primera retrospectiva que convirtió a Clavé en uno de los artistas de más prestigio de su generación.
En la década de 1980 dedicó una serie de obras a Picasso bajo el título de A don Pablo. Sus últimas obras se caracterizan por la recreación de texturas dentro de la abstracción, con una utilización profusa del papier froissé.
En 1984 el Estado español reconoció su valía artística con la exposición de más de 100 de sus obras en el pabellón español de la Bienal de Venecia. Ese mismo año le fue concedida la Medalla de Oro de la Generalidad de Cataluña.

## Premios y distinciones
Premios Óscar
| Año  | Categoría                         | Película             | Resultado |
| ---- | --------------------------------- | -------------------- | --------- |
| 1953 | Mejor dirección de arte - Color   | El fabuloso Andersen | Nominada  |
| 1953 | Mejor diseño de vestuario - Color | El fabuloso Andersen | Nominada  |